# Jaan Kaplinski

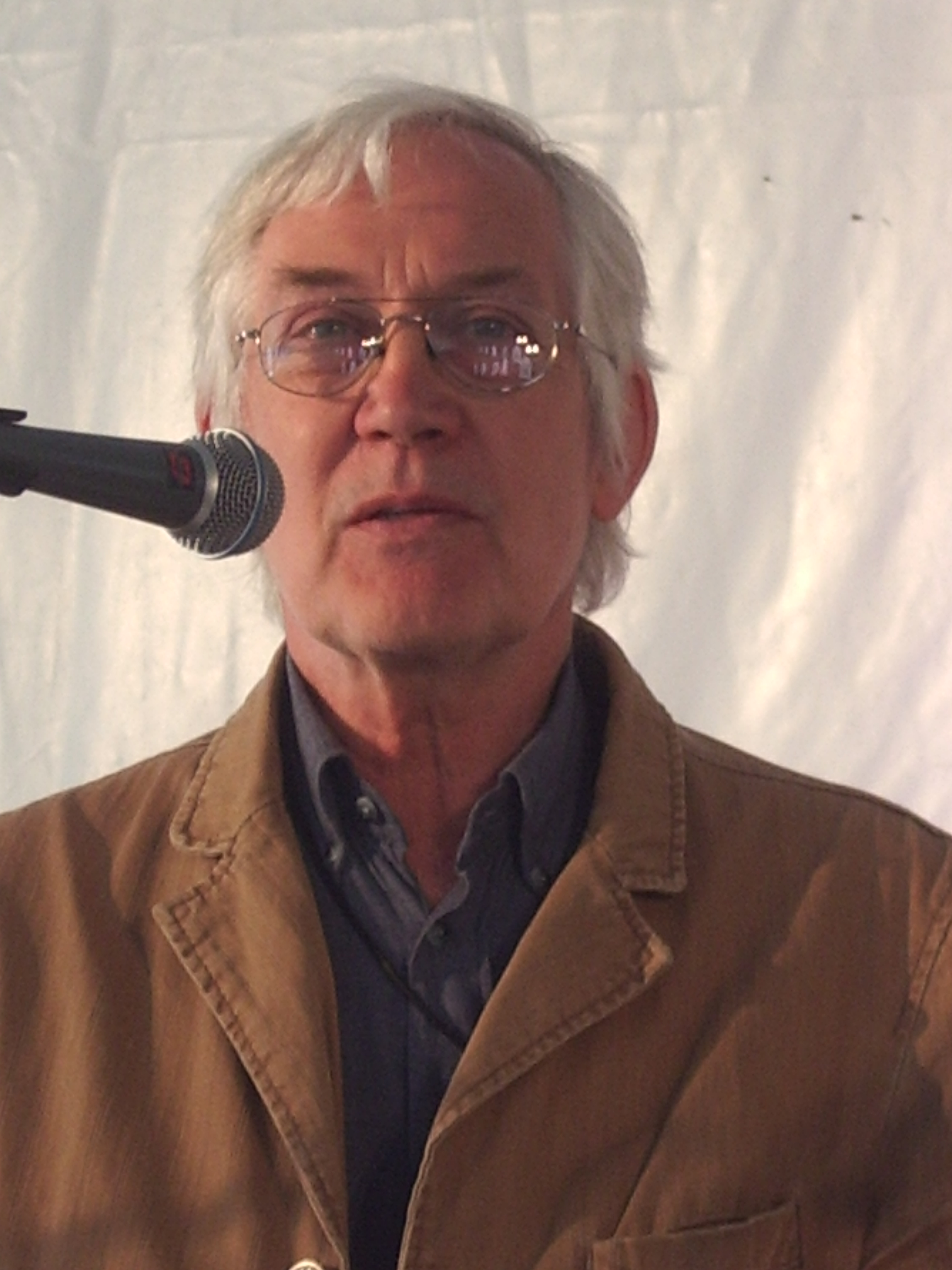
Jaan Kaplinski (2009)

Jaan Kaplinski (* 22. Januar 1941 in Tartu; † 8. August 2021 ebenda) war ein estnischer Schriftsteller, Lyriker, Übersetzer und Philosoph.

## Leben
Jaan Kaplinski wurde 1941 als Sohn einer estnischen Mutter und eines polnischen Vaters geboren. Beide Eltern waren Philologen. Der Vater starb in den Deportationslagern der Sowjetunion, in die er während der Besetzung Estlands deportiert worden war. Jaan Kaplinski studierte zunächst Linguistik an der Universität Tartu. 1966 schloss er sein Studium der Romanistik ab. Danach war er als Soziologe, Übersetzer und Schriftsteller tätig. Bereits früh erwarb sich Kaplinski einen Ruf als einer der wichtigsten Dichter der estnischen Moderne.
Von 1974 bis 1980 war er zuständig für Ökologie im Botanischen Garten von Tallinn.
1983 bis 1988 war er Dozent für internationale Literatur und -übersetzung an der Universität Tartu. Ab 1994 war er Mitglied der Académie Universelle des Cultures. 1996 bis 1997 führte ihn eine Gastprofessur an die Universität Tampere. 1997 war er Writer in Residence in Wales; im selben Jahr erhielt er den Preis der Baltischen Versammlung. Für seine Lyrik hatte er 1968 den Juhan-Liiv-Preis und 1985 den Juhan-Smuul-Preis erhalten.

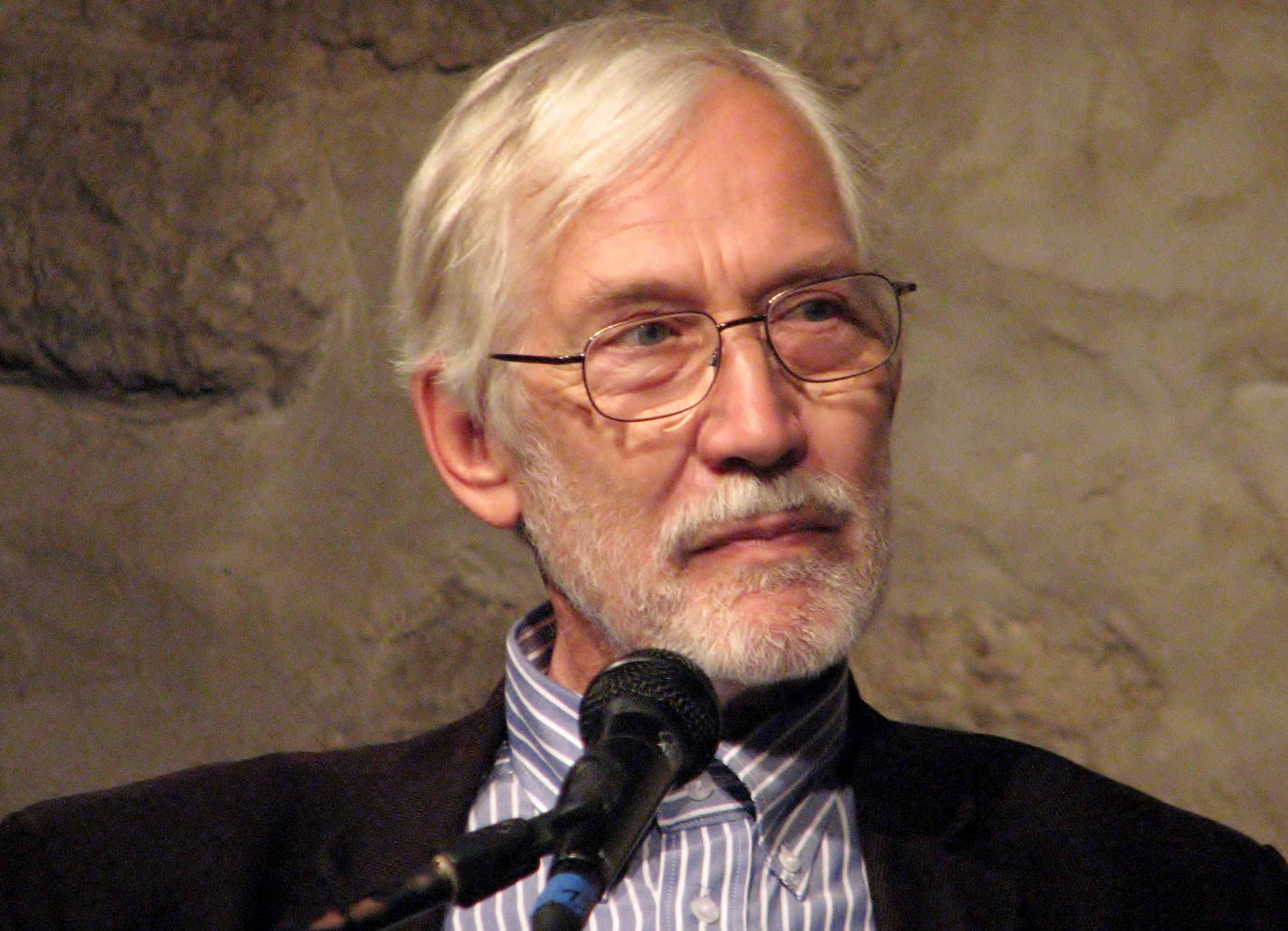
Jaan Kaplinski (2014)

Jaan Kaplinski war einer der einflussreichsten Lyriker der estnischen Literatur. Seine oft meditativen Gedichte schöpfen unter anderem aus der östlichen Philosophie und Geisteswelt (Daoismus und Buddhismus). Daneben war er als Essayist, Literaturkritiker und Philosoph publizistisch tätig. Wiederkehrende Themen des Linksintellektuellen waren der Mensch im Kapitalismus und die Verbrechen des kommunistischen Totalitarismus.
Ab 1965 hat er insgesamt 14 Gedichtsammlungen, fünf Essaysammlungen und einige Prosawerke veröffentlicht. Er schrieb ebenfalls Gedichte in Englisch, Französisch und Võro.
Daneben war Jaan Kaplinski als Übersetzer aus dem Englischen, Französischen, Spanischen, Schwedischen und Chinesischen aktiv.
Als Autor von internationaler Bedeutung wurde er 2016, im selben Jahr, als er den Europäischen Literaturpreis gewann, auch für den Literatur-Nobelpreis nominiert.

### Politiker
Mit der Wiedererlangung der estnischen Unabhängigkeit engagierte sich Jaan Kaplinski auch politisch. Von 1992 bis 1995 war er Mitglied des estnischen Parlaments (Riigikogu). Obwohl er ursprünglich Abgeordneter der Zentrumspartei war, trat er aus Protest gegen autoritäre Führung aus der Partei aus und bildete mit anderen unabhängigen Abgeordneten die Liberalzentristische Fraktion (bis 1995). 2004 schloss er sich der Sozialdemokratischen Partei (Eesti Sotsiaaldemokraatlik Erakond) an, für die er Mitglied im Stadtrat von Tartu war.

### Privatleben
Jaan Kaplinski war in zweiter Ehe mit der Schriftstellerin Tiia Toomet verheiratet und hatte eine Tochter sowie vier Söhne. Kaplinski starb im August 2021 nach langer Krankheit im Alter von 80 Jahren.

## Auszeichnungen
- 1968 Juhan-Liiv-Preis
- 1985 Juhan-Smuul-Preis (Lyrik)
- 1990 Juhan Smuul-Preis (Publizistik)
- 1992 Eino-Leino-Preis
- 1996 Literaturpreis des Estnischen Kulturkapitals (Lyrik)
- 1997 Preis der Baltischen Versammlung
- 2000 Literaturpreis des Estnischen Kulturkapitals (Prosa)
- 2000 Jahrespreis des Estnischen Kulturkapitals
- 2005 Virumaa-Literaturpreis
- 2010 Literaturpreis des Estnischen Kulturkapitals (Essayistik)
- 2010 Lebenswerkpreis des Estnischen nationalen Kulturfonds
- 2011 Benennung eines Asteroiden nach ihm: (29528) Kaplinski
- 2012 Juhan Liiv-Preis
- 2016 Europäischer Preis für Literatur (Straßburg)

## Werke

### Lyrik
- Jäljed allikal (‚Spuren an der Quelle‘). Eesti Raamat, Tallinn, 1965. (Noored autorid 1964)
- Tolmust ja värvidest (‚Von Staub und Farben‘). Perioodika, Tallinn, 1967. (Loomingu Raamatukogu 24/1967)
- Valge joon Võrumaa kohale (‚Eine weiße Linie über Võrumaa‘). Eesti Raamat, Tallinn, 1972.
- Ma vaatasin päikese aknasse (‚Ich schaue ins Fenster der Sonne‘). Eesti Raamat, Tallinn, 1976.
- Uute kivide kasvamine (‚Das Wachsen der neuen Steine‘). Eesti Raamat, Tallinn, 1977.
- Raske on kergeks saada (‚Schwer ist es leicht zu werden‘). Eesti Raamat, Tallinn, 1982.
- Tule tagasi helmemänd (‚Komm zurück, Bernsteinkiefer‘). Eesti Raamat, Tallinn, 1984.
- Õhtu toob tagasi kõik (‚Der Abend bringt alles zurück‘). Eesti Raamat, Tallinn, 1985.
- Käoraamat (‚Das Kuckucksbuch‘). Eesti Raamat, Tallinn, 1986.
- Hinge tagasitulek. Poeem (‚Die Rückkehr der Seele. Poem‘). Eesti Raamat, Tallinn, 1990.
- Mitu suve ja kevadet (‚Viele Sommer und Frühjahre‘). Vagabund, Tallinn, 1995.
- Öölinnud, öömõtted. Yölintuja, yöajatuksia. Night Birds, Night Thoughts. Vagabund, Tallin, 1998.
- Kirjutatud. Valitud luuletused (‚Geschrieben. Ausgewählte Gedichte‘). Varrak, Tallinn, 2000.
- Sõnad sõnatusse (‚Worte in die Wortlosigkeit‘). Vagabund 2005.
- Vaikus saab värvideks (‚Die Stille wird zu Farben‘). Tänapäev 2006.
- Teiselpool järve (‚Jenseits des Sees‘). Tänapäev 2008.
- Taivahe heidet tsirk (‚Ein in den Himmel geworfener Vogel‘). verb, Tallinn, 2012.
- Mõtsa ja tagasi (‚In den Wald und zurück‘). Võru Instituut, Võru, 2014.

### Prosa
- Kust tuli öö. Proosat (‚Woher kam die Nacht. Prosa‘). Eesti Raamat, Tallinn, 1990.
- Silm. Hektor (‚Das Auge. Hektor‘). Tänapäev, Tallinn, 2000.
- Isale (‚An den Vater‘). Varrak, Tallinn, 2003.
- Seesama jõgi (‚Derselbe Fluss‘). Vagabund, Tallinn, 2007.
- Lahkujad (‚Die Scheidenden‘). Tänapäev, Tallinn, 2009.
- Teispool sinist taevast (‚Jenseits des blauen Himmels‘). AS Ajakirjade Kirjastus, Tallinn, 2009.
- Jutte (‚Erzählungen‘). Hea Lugu 2014.

### Essayistik, Schauspiele etc.
- Jalgrataste talveuni. Pildid joonistanud Jaan Tammsaar (‚Winterschlaf der Fahrräder. Bilder von Jaan Tammsaar‘). Eesti Raamat, Tallinn, 1987.
- Tükk elatud elu. Tekste aastaist 1986-1989 (‚Ein Stück geebtes Leben. Texte aus den Jahren 1986-1989‘). Eesti Kostabi $elts, Tartu, 1991.
- Poliitika ja antipoliitika (‚Politik und Antipolitik‘). Olion, Tallinn, 1992.
- Teekond Ayia Triadasse (‚Der Weg von Ayia nach Triada‘). Greif, Tartu, 1993.
- Jää ja Titanic (‚Das Eis und die Titanic‘). Perioodika, Tallinn, 1995. (Loomingu Raamatukogu 6-7/1995).
- See ja teine (‚Dies und das andere‘). Tartu Ülikooli Kirjastus, Tartu, 1996.
- Võimaluste võimalikkus (‚Das Mögliche der Möglichkeiten‘). Vagabund, Tallinn, 1997.
- Usk on uskumatus (‚Glaube ist Unglaublichkeit‘). Vagabund 1998.
- Kevad kahel rannikul ehk tundeline teekond Ameerikasse (‚Frühling an zwei Küsten oder empfindsame Reise nach Amerika‘). s. l. Vagabund 2000.
- Kajakas võltsmunal (‚Die Möwe auf dem Kunstei‘). Vagabund 2000.
- gemeinsam mit Johannes Salminen: Ööd valged ja mustad. Kirjavahetus aastast 2001 (‚Nächte weiß und schwarz. Briefwechsel aus dem Jahre 2001‘). Perioodika, Tallinn. 2003. (Loomingu Raamatukogu 19-20/2003)
- Kõik on ime (‚Alles ist ein Wunder‘). Zusammengestellt von Thomas Salumets. Ilmamaa, Tartu, 2004. (Eesti mõttelugu 55)
- Kaks päikest. Teistmoodi muinaslood (‚Zwei Sonnen. Andersartige Märchen‘). Tänapäev, Tallinn 2005.
- Paralleele ja parallelisme (‚Parallelen und Parallelismen‘). Tartu Ülikooli Kirjastus, Tartu, 2009.
- Jää… (‚Das Eis…‘) Võluri tagasitulek, 2009.
- Santorini. Teekond Ayia Triadasse (‚Santorini. Der Weg von Ayia nach Triada‘). Kirjastus Võluri tagasitulek Tartu, 2011.
- Neljakuningapäev (‚Vierkönigstag‘). SA Kultuurileht, Tallinn, 2015. (Loomingu Raamatukogu 1/2015)

## Übersetzungen

### Deutsche Übersetzungen
Auf Deutsch liegt noch kein Buch von Jaan Kaplinski vor, lediglich Gedichtauswahlen in Zeitschriften und Anthologien. Die wichtigsten bzw. umfangreichsten Auswahlen sind die folgenden:
- Das Leben ist noch neu. Karlsruhe 1992, S. 43–52, übersetzt von Gisbert Jänicke.
- Estonia 1/1999, S. 30–41, übersetzt von Gisbert Jänicke.
- Die Freiheit der Kartoffelkeime. Poesie aus Estland. Herausgegeben von Gregor Laschen. Nachdichtungen von Marcel Beyer, Friedrich Christian Delius, Katja Lange-Müller, Gregor Laschen, Johann P. Tammen und Ralf Thenior. Mit neun Bildern von Bernd Koberling. Bremerhaven: Wirtschaftsverlag NW Verlag für neue Wissenschaft GmbH 1999, S. 10–27. (edition die horen 24)
- Estonia 2006, S. 61–66, übersetzt von Gisbert Jänicke.

Außerdem sind einige Essays von Kaplinski auf Deutsch erschienen:
- Tammsaare und Hemingway, in: Trajekt 1 (1981), S. 128–135.
- Zivilisation und Barbarei, Leben und Literatur, in: Estonia 4/1988, S. 148–156.
- Gedanken über die geistige Elite in Estland, in: Estonia 2/1994, S. 5–13.

### Übersetzungen in andere Sprachen
In den meisten europäischen Sprachen liegen als eigenständige Bücher Gedichtauswahlen des Autors vor, die meisten im Englischen:
- The New Heaven and Earth. Portland/Oregon 1981.
- The Same Sea In Us All. Portland, Or.: Breitenbush 1985.
- The Wandering Border. Port Townsend, Wa. 1987. Neuausgabe 1992: London: Harvill.
- I am the Spring in Tartu and other poems written in English. Edited and introduced by Laurence P.A.Kitching. Vancouver: B.C. Laurel Press 1991.
- Through the forest. Translated from the Estonian by Hildi Hawkins. London: Harvill Press 1996. 89 s.|
- Evening Brings Everything Back. Translated by Jaan Kaplinski with Fiona Sampson. Tarset, Northumberland 2004.

Auch im Schwedischen und Finnischen liegen zahlreiche Bücher von Kaplinski vor. Der Roman Derselbe Fluss (2007) ist bislang ins Schwedische (2009), Englische (2009), Finnische (2010), Albanische (2011), Spanische (2011), Lettische (2012) und Ungarische (2012) übersetzt worden.